# Standard Schedules Information Manual
 (décembre 2020).
Le Standard Schedules Information Manual (ou SSIM) en aéronautique est un ensemble de formats d'échange de programme de vols publié par l'Association internationale du transport aérien.